# Stephan von Le Perche (Kreuzfahrer)

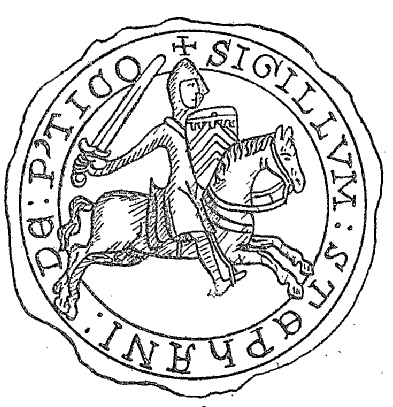
Siegel des Stephan von Le Perche

Stephan von Le Perche, französisch Étienne du Perche (* vor 1191; † 14. April 1205 in Adrianopel) war ein Ritter und Kreuzfahrer. Er war der Sohn von Graf Rotrou IV. von Le Perche und der Mathilde von Blois, einer Tochter des Grafen Theobald II. von Champagne.
Zusammen mit seinem älteren Bruder, Graf Gottfried III., nahm er das Kreuz zum Vierten Kreuzzug, trat ihn dann aber ohne den 1202 gestorbenen Bruder an. Bei der Belagerung von Zara (1202) verließ Stephan das Heer nach Apulien, schloss sich ihm aber wenig später wieder an. Nach der Eroberung von Konstantinopel 1204 wurde er von Kaiser Balduin I. zu einem „Herzog von Philadelphia“ ernannt, das aber erst noch erobert werden musste.
Bevor es dazu kam, fiel Stephan in der Schlacht von Adrianopel. Er war nicht verheiratet.

## Quelle
- Gottfried von Villehardouin: Histoire de la conquête de Constantinople.

| Personendaten    | Personendaten          |
| ---------------- | ---------------------- |
| NAME             | Stephan von Le Perche  |
| ALTERNATIVNAMEN  | Étienne du Perche      |
| KURZBESCHREIBUNG | Ritter und Kreuzfahrer |
| GEBURTSDATUM     | 12. Jahrhundert        |
| STERBEDATUM      | 14. April 1205         |
| STERBEORT        | Adrianopel             |